# Mora de Rubielos (kommunhuvudort)
Mora de Rubielos är en kommunhuvudort i Spanien.   Den ligger i provinsen Provincia de Teruel och regionen Aragonien, i den östra delen av landet, 250 km öster om huvudstaden Madrid. Mora de Rubielos ligger 1 036 meter över havet och antalet invånare är 1 468.
Terrängen runt Mora de Rubielos är kuperad åt nordost, men åt sydväst är den platt. Runt Mora de Rubielos är det mycket glesbefolkat, med 7 invånare per kvadratkilometer. Mora de Rubielos är det största samhället i trakten. 